# 2010-es Le Mans-i 24 órás verseny
A 2010-es Le Mans-i 24 órás autóversenyt (24 Heures du Mans 2010) június 12. és 13. között rendezték. A futam 78. alkalommal került megrendezésre.

## Nevezők
| Nevezési lista | Nevezési lista | Nevezési lista            | Nevezési lista              | Nevezési lista | Nevezési lista        | Nevezési lista           | Nevezési lista          |
|                | Nemzet         | Csapat                    | Autó                        | Abroncs        | 1. versenyző          | 2. versenyző             | 3. versenyző            |
| LMP1           | LMP1           | LMP1                      | LMP1                        | LMP1           | LMP1                  | LMP1                     | LMP1                    |
| -------------- | -------------- | ------------------------- | --------------------------- | -------------- | --------------------- | ------------------------ | ----------------------- |
| 1              | FRA            | Team Peugeot Total        | Peugeot 908 HDi FAP         | M              | Alexander Wurz        | Marc Gené                | Anthony Davidson        |
| 2              | FRA            | Team Peugeot Total        | Peugeot 908 HDi FAP         | M              | Nicolas Minassian     | Stéphane Sarrazin        | Franck Montagny         |
| 3              | FRA            | Peugeot Sport Total       | Peugeot 908 HDi FAP         | M              | Sébastien Bourdais    | Pedro Lamy               | Simon Pagenaud          |
| 4              | FRA            | Team Oreca Matmut         | Peugeot 908 HDi FAP         | M              | Olivier Panis         | Nicolas Lapierre         | Loïc Duval              |
| 5              | GBR            | Beechdean Mansell         | Ginetta-Zytek GZ09SB        | D              | Nigel Mansell         | Leo Mansell              | Greg Mansell            |
| 6              | FRA            | AIM Team Oreca            | Oreca 01-AIM                | M              | Soheil Ayari          | Didier André             | Andy Meyrick            |
| 7              | német          | Audi Sport Team Joest     | Audi R15 TDI plus           | M              | Tom Kristensen        | Allan McNish             | Rinaldo Capello         |
| 8              | német          | Audi Sport Team Joest     | Audi R15 TDI plus           | M              | André Lotterer        | Marcel Fässler           | Benoît Tréluyer         |
| 9              | német          | Audi Sport North America  | Audi R15 TDI plus           | M              | Mike Rockenfeller     | Timo Bernhard            | Romain Dumas            |
| 11             | GBR            | Drayson Racing            | Lola B09/60-Judd            | M              | Paul Drayson          | Jonny Cocker             | Emanuele Pirro          |
| 12             | svájc          | Rebellion Racing          | Lola B10/60-Rebellion       | M              | Nicolas Prost         | Neel Jani                | Marco Andretti          |
| 13             | svájc          | Rebellion Racing          | Lola B10/60-Rebellion       | M              | Andrea Belicchi       | Jean-Christophe Boullion | Guy Smith               |
| 14             | német          | Kolles                    | Audi R10 TDI                | M              | Christijan Albers     |                          |                         |
| 15             | német          | Kolles                    | Audi R10 TDI                | M              | Christophe Bouchut    | Manuel Rodrigues         | Scott Tucker            |
| 19             | USA            | Michael Lewis/Autocon     | Lola B06/10-AER             | D              | Michael Lewis         |                          |                         |
| 007            | GBR            | Aston Martin Racing       | Lola-Aston Martin B09/60    | M              | Harold Primat         | Stefan Mücke             | Adrián Fernández        |
| 008            | FRA            | Signature-Plus            | Lola-Aston Martin B09/60    | D              | Pierre Ragues         | Franck Mailleux          | Vanina Ickx             |
| 009            | GBR            | Aston Martin Racing       | Lola-Aston Martin B09/60    | M              | Darren Turner         |                          |                         |
| LMP2           |                |                           |                             |                |                       |                          |                         |
| 24             | FRA            | OAK Racing                | Pescarolo 01-Judd           | D              | Jacques Nicolet       |                          |                         |
| 25             | GBR            | RML                       | Lola B08/80-HPD             | D              | Mike Newton           | Thomas Erdos             | Andy Wallace            |
| 26             | USA            | Highcroft Racing          | HPD ARX-01C                 | M              | David Brabham         | Marino Franchitti        | Marco Werner            |
| 29             | ITA            | Racing Box SRL            | Lola B08/80-Judd            | P              | Luca Pirri            |                          |                         |
| 35             | FRA            | OAK Racing                | Pescarolo 01-Judd           | D              | Richard Hein          |                          |                         |
| 37             | FRA            | Gerard Welter             | WR LMP2008-Zytek            | D              | Philippe Salini       |                          |                         |
| 38             | FRA            | Pegasus Racing            | Norma M200-Judd             | D              | Julien Schell         |                          |                         |
| 39             | német          | KSM                       | Lola B08/40 Judd            | D              | Jean de Pourtales     |                          |                         |
| 40             | portugália     | Quifel ASM Racing         | Ginetta-Zytek GZ09SB/2      | D              | Miguel Amaral         | Olivier Pla              | Warren Hughes           |
| 41             | GBR            | Team Bruichladdich        | Ginetta-Zytek GZ09SB/2      | D              | Karim Ojjeh           | Tim Greaves              | Thor-Christian Ebbesvik |
| 42             | GBR            | Strakka Racing            | HPD ARX-01C                 | M              | Nick Leventis         | Danny Watts              | Jonny Kane              |
| GT1            |                |                           |                             |                |                       |                          |                         |
| 50             | FRA            | Larbre Compétition        | Saleen S7-R                 | M              | Roland Berville       | Patrick Bornhauser       |                         |
| 52             | német          | Young Driver AMR          | Aston Martin DBR9           | M              | Christoffer Nygaard   | Tomáš Enge               | Peter Kox               |
| 60             | svájc          | Matech Competition        | Ford GT1                    | M              | Thomas Mutsch         | Romain Grosjean          | Yann Zimmer             |
| 61             | svájc          | Matech Competition        | Ford GT1                    | M              | Natacha Gachnang      | Cyndie Allemann          | Rahel Frey              |
| 69             | JPN            | JLOC                      | Lamborghini Murciélago R-GT | Y              | Atsushi Yogo          | Yutaka Yamagishi         | Marco Apicella          |
| 70             | BEL            | Marc VDS Racing Team      | Ford GT1                    | M              | Eric de Doncker       | Bas Leinders             | Markus Palttala         |
| 72             | FRA            | Luc Alphand Aventures     | Corvette C6.R               | D              | Luc Alphand           |                          |                         |
| 73             | FRA            | Luc Alphand Aventures     | Corvette C6.R               | D              | Stéphane Grégoire     |                          |                         |
| GT2            |                |                           |                             |                |                       |                          |                         |
| 63             | USA            | Corvette Racing           | Corvette C6.R               | M              | Jan Magnussen         | Johnny O'Connell         | Antonio García          |
| 64             | USA            | Corvette Racing           | Corvette C6.R               | M              | Oliver Gavin          | Olivier Beretta          | Emmanuel Collard        |
| 75             | BEL            | Prospeed Competition      | Porszászló997 GT3-RSR       | M              | Paul Van Splunteren   | Niek Hommerson           | Louis Machiels          |
| 76             | FRA            | IMSA Performance Matmut   | Porszászló997 GT3-RSR       | M              | Raymond Narac         | Patrick Pilet            |                         |
| 77             | német          | Team Felbermayr-Proton    | Porszászló997 GT3-RSR       | M              | Horst Felbermayr, Jr. |                          |                         |
| 78             | német          | BMW Motorsport            | BMW M3 GT2                  | D              | Jörg Muller           | Uwe Alzen                | Augusto Farfus          |
| 79             | német          | BMW Motorsport            | BMW M3 GT2                  | D              | Andy Priaulx          | Dirk Müller              | Dirk Werner             |
| 80             | USA            | Flying Lizard Motorsports | Porszászló997 GT3-RSR       | M              | Seth Neiman           | Jörg Bergmeister         | Darren Law              |
| 81             | USA            | Jaguar RSR                | Jaguar XKRS                 | Y              | Paul Gentilozzi       | Scott Pruett             | Marc Goossens           |
| 82             | USA            | Risi Competizione         | Ferrari F430 GT2            | M              | Tracy Krohn           | Niclas Jönsson           | Eric van de Poele       |
| 83             | USA            | Risi Competizione         | Ferrari F430 GT2            | M              | Jaime Melo            | Gianmaria Bruni          | Pierre Kaffer           |
| 85             | NLD            | Spyker Squadron           | Spyker C8 Laviolette GT2-R  | M              | Tom Coronel           | Peter Dumbreck           | Jeroen Bleekemolen      |
| 88             | német          | Team Felbermayr-Proton    | Porszászló997 GT3-RSR       | M              | Marc Lieb             |                          |                         |
| 89             | német          | Hankook Team Farnbacher   | Ferrari F430 GT2            |                | Dominik Farnbacher    | Allan Simonsen           |                         |
| 92             | GBR            | JMW Motorsport            | Aston Martin V8 Vantage GT2 | D              | Rob Bell              | Tim Sugden               | Bryce Miller            |
| 95             | ITA            | AF Corse SRL              | Ferrari F430 GT2            | M              | Giancarlo Fisichella  | Jean Alesi               | Toni Vilander           |
| 96             | ITA            | AF Corse SRL              | Ferrari F430 GT2            | M              | Luís Pérez Companc    | Matías Russo             | Mika Salo               |
| 97             | ITA            | BMS Scuderia Italia SpA   | Porszászló997 GT3-RSR       | M              | Richard Westbrook     | Marco Holzer             | Timo Scheider           |